# Dème de Tínos
Le dème de Tínos, en grec moderne : Δήμος Τήνου / Dímos Tínou, est un dème d'Égée-Méridionale, en Grèce. Il comprend l'île du même nom.
Selon le recensement de 2011, la population du dème s'élève à 5 744 habitants.